# Ga Thung lũng Sacramento
Ga Thung lũng Sacramento là một nhà ga đường sắt của Amtrak được đặt tại Đường 401 I ở góc Phố Fifth, thành phố Sacramento, California. Nhà ga được xây dựng vào năm 1926 trên một phần của China Slough. Đây là một nhà ga bận rộn và đứng thứ mười ba trong các nhà ga bận rộn nhất của Amtrak trong cả nước và là nhà ga bận rộn thứ hai ở miền Tây Hoa Kỳ. Nhà ga được phục vụ bởi bốn tuyến tàu Amtrak khác nhau và kết nối với tuyến xe khách Amtrak Thruway. Đây cũng là điểm đến cuối ở phía tây của tuyến Gold Line nằm trong hệ thống Sacramento RT Light Rail và tuyến xe buýt số 30 đến Đại học bang Sacramento.

## Các dịch vụ

### Amtrak

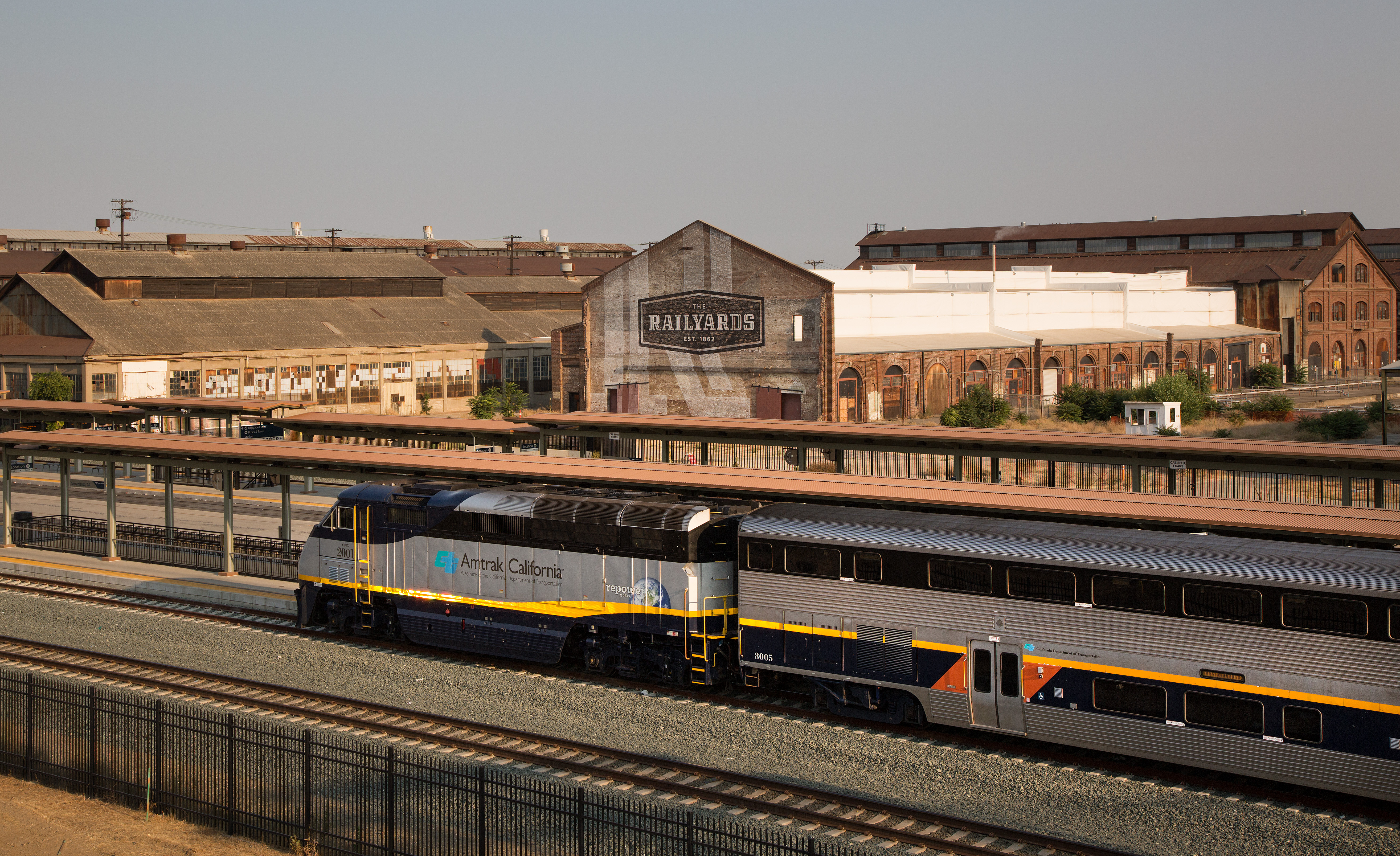
Một chuyến tàu Hành lang Thủ đô (Capitol Corridor) tại Sacramento vào tháng 8 năm 2016

Sacramento được phục vụ bởi bốn tuyến của Amtrak, bao gồm: hai tuyến quãng đường dài và hai tuyến hành lang Amtrak California với nhiều chuyến tàu hàng ngày, tổng cộng có 38 chuyến tàu mỗi ngày vào các ngày trong tuần và 30 chuyến mỗi ngày vào cuối tuần tính đến  năm 2016.
California Zephyr và Coast Starlight là các tuyến đường dài với một chuyến tàu mỗi ngày theo mỗi hướng.
San Joaquins khai thác một chuyến khứ hồi hàng ngày từ Bakersfield qua Modesto và Stockton với Sacramento là bến cuối ở phía bắc. Các tuyến kết nối có sẵn thông qua Amtrak Thruway Motorcoach, có tới năm chuyến khứ hồi hàng ngày và bổ sung điểm kết thúc ở Oakland.
Capitol Corridor khai thác 15 chuyến khứ hồi vào các ngày trong tuần và 11 chuyến vào cuối tuần; Sacramento là nhà ga cuối ở phía đông của tất cả các chuyến tàu ngoại trừ một chuyến khứ hồi hàng ngày tiếp tục đến Auburn.
Trong năm tài chính 2017, Sacramento là nhà ga bận rộn thứ hai trong số 74 nhà ga của Amtrak ở California, đón trung bình khoảng 2.941 hành khách mỗi ngày. Đây là nhà ga bận rộn thứ bảy của Amtrak trên toàn quốc.

#### Amtrak Thruway

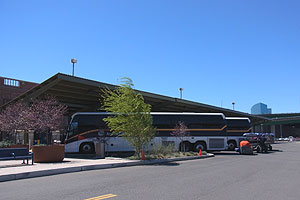
Xe buýt Thruway Motorcoach tại Ga Thung lũng Sacramento

Tính đến tháng 1 năm 2016, Amtrak khai thác dịch vụ xe buýt Amtrak Thruway trong các tuyến bao gồm 4 chặng phục vụ Ga Thung lũng Sacramento:
- Redding – Chico – Sacramento – Stockton
- Lake Tahoe/Stateline – Sacramento
- Reno/Sparks – Colfax – Roseville – Sacramento

Kết nối với tàu của Amtrak được đảm bảo. Tất cả hành khách đi trên các dịch vụ của Amtrak Thruway phải bao gồm việc di chuyển bằng tàu như một phần trong hành trình của họ vì việc chỉ di chuyển trên Amtrak Thruway Motorcoaches từ điểm này đến điểm khác có thể bị gián đoạn do luật pháp tiểu bang California cấm nhằm ngăn chặn sự cạnh tranh với các dịch vụ xe buýt khác do tư nhân điều hành. Một ngoại lệ được đưa ra cho tuyến Lake Tahoe/Stateline là không có tuyến  nào song song với bất kỳ tuyến nào khác.
Một số xe buýt Thruway cũng sẽ dừng ở nhà ga Điện Capitol (Amtrak: SCS
). Điểm dừng này chỉ trả khách, ngoại trừ những hành khách đi về hướng nam nối với San Joaquins tại Stockton.

### Đường sắt nội thành RT

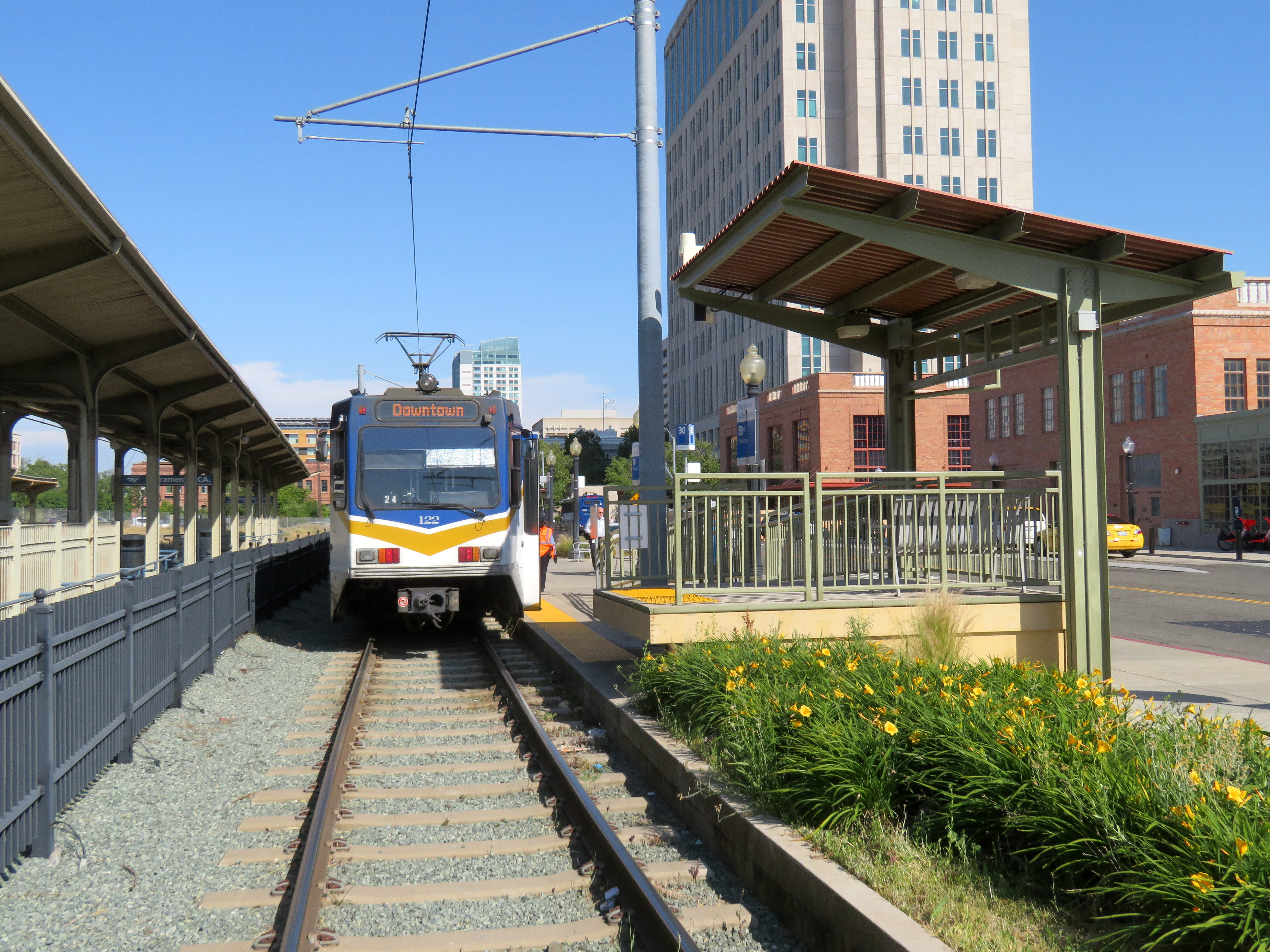
Chuyến tàu của tuyến Gold Line tại Ga Thung lũng Sacramento năm 2019

Ga Thung lũng Sacramento là nhà ga cuối ở phía tây của tuyến Gold Line, một trong ba tuyến đường sắt nội thành của hệ thống Đường sắt nột thành Sacramento. Nhà ga có một sân ga cạnh phục vụ tuyến nhánh này với đường ray đơn và một khu dừng đỗ có hai đường ray ở phía tây.

### Xe buýt địa phương và công cộng
Tuyến Bule Line của Fairfield and Suisun Transit, Tuyến Sacramento/South Lake Tahoe của El Dorado Transit và các tuyến xe buýt RT số 30 & 38 dừng tại nhà ga. Tuy nhiên, hầu hết các tuyến xe buýt RT đều dừng ở trung tâm thành phố Sacramento, cách nhà ga vài dãy nhà. Ngoài ra, Yolobus, Roseville Transit, El Dorado Transit và Yuba-Sutter Transit đều khai thác các tuyến xe buýt công cộng có điểm kết thúc ở trung tâm thành phố Sacramento.

### Các dịch vụ trong tương lai
Altamont Corridor Express có kế hoạch cho tuyến Modesto-Sacramento trong tương lai. Sacramento được quy hoạch là điểm cuối ở phía bắc của hệ thống Đường sắt cao tốc California.
Greyhound Lines không sử dụng Ga Thung lũng Sacramento cho dịch vụ xe buýt liên tỉnh; thay vào đó, trạm xe buýt của Sacramento nằm cách nhà ga khoảng 1 dặm (1,6 km) về phía bắc, gần ga Đường sắt nội thành 7th & Richards / Township 9 RT. Tuy nhiên, Giai đoạn 3 của dự án cải tạo đang diễn ra có thể bao gồm thêm các bến xe buýt để cho phép Greyhound hoạt động ở Ga Thung lũng Sacramento.
Cơ quan Vận tải Khu vực Shasta đang xây dựng một tuyến xe buýt đi lại trong tuần từ Redding và Red Bluff đến Ga Thung lũng Sacramento.

## Lịch sử

### Trước năm 2006

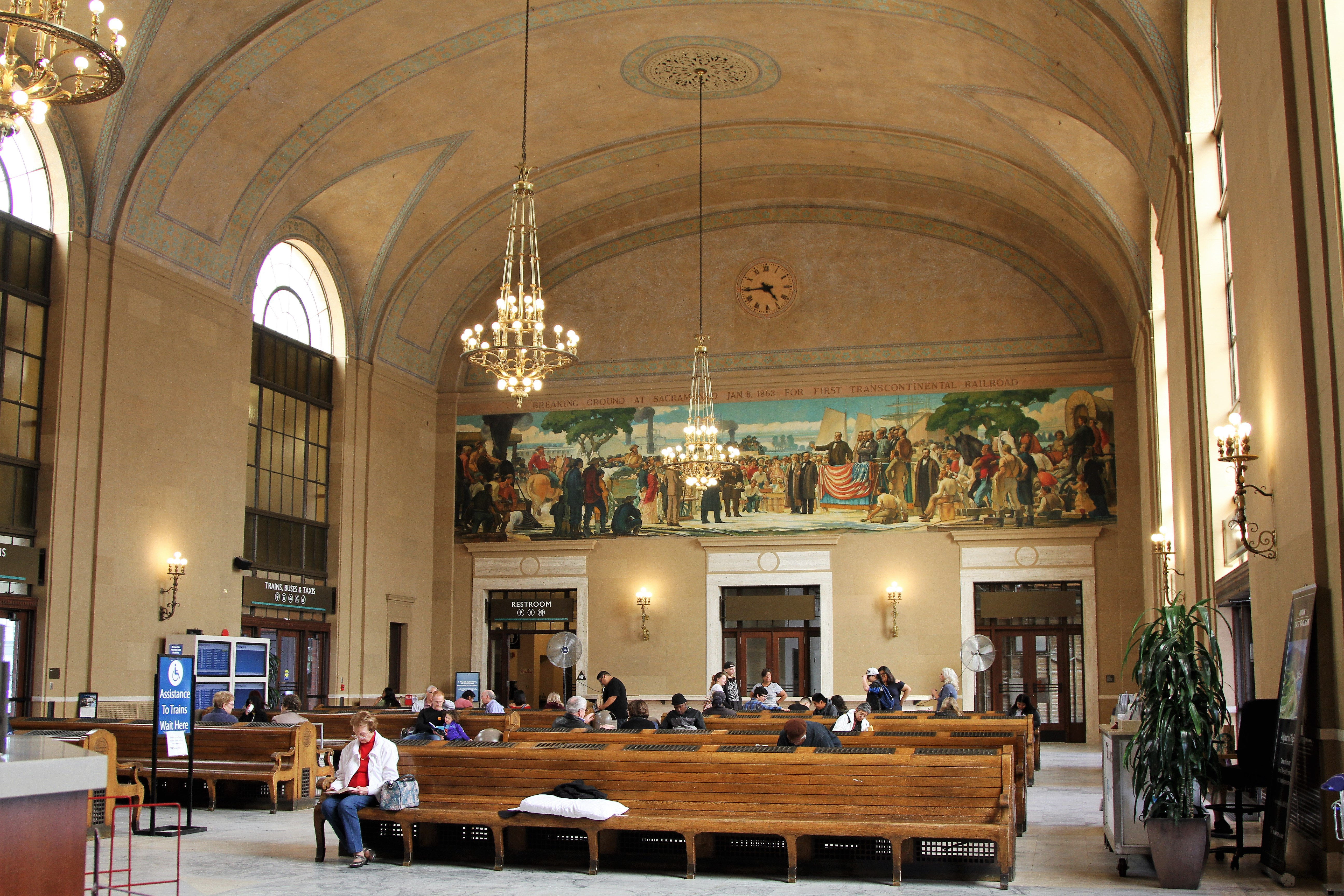
Nội thất bên trong sảnh chờ.

Nhà ga Sacramento ban đầu là ga cuối của Đường sắt Central Pacific. Tòa nhà hiện tại được thiết kế bởi công ty kiến trúc Bliss and Faville ở San Francisco cho Đường sắt Nam Thái Bình Dương, được xây dựng vào năm 1926 trên địa điểm China Slough theo phong cách Phục hưng. Các đặc điểm trang trí bao gồm mái ngói đỏ và đường viền bằng đất nung cũng như các mái vòm lớn trên mặt tiền chính. Bên trong, phòng chờ có bức tranh tường của nghệ sĩ John A. MacQuarrie mô tả lễ khởi công Đường sắt xuyên lục địa đầu tiên vào ngày 8 tháng 1 năm 1863, tại Sacramento. Tuyến Trung tâm Thái Bình Dương bắt đầu từ Sacramento và được xây dựng về phía đông đến Promontory Summit, Utah, nơi nó giáp với Đường sắt Union Pacific. Nhà ga hiện thuộc sở hữu của Thành phố Sacramento. Với việc thành lập Amtrak vào ngày 1 tháng 5 năm 1971, nhà ga trở thành nhà ga chỉ dành cho Amtrak. Nhà ga được liệt kê trong Sổ bộ Địa danh Lịch sử Quốc gia Hoa Kỳ vào năm 1975 với tên gọi "Depot Sacramento của Công ty Southern Pacific Railroad".
Trong hầu hết hai thập kỷ hoạt động đầu tiên của Amtrak, các chuyến tàu ghé qua Ga Sacramento là các tuyến đường dài. California Zephyr và những chuyến tàu tiền nhiệm đã phục vụ nhà ga này từ những ngày đầu thành lập Amtrak; một số chuyến tàu tiền thân của Zephyr trước khi Amtrak khai thác trên tuyến đường này đã dừng lại ở Sacramento từ những năm 1930 và trong đó có Coast Starlight đã từng hoạt động và có điểm dừng tại đây vào năm 1982. Từ năm 1981, Spirit of California hoạt động như một chuyến tàu có toa giường nằm đến Los Angeles dọc theo chặng cực nam của tuyến đường Coast Starlight. Dịch vụ này được mở rộng đáng kể vào năm 1991 với sự ra đời của Capitols, nay là Capitol Corridor. Do đây là một phần thành công của dịch vụ Capitols, hiện nay nhà ga này là ga bận rộn thứ hai ở miền Tây Hoa Kỳ, chỉ sau Ga Union (Los Angeles) và là nhà ga bận rộn thứ bảy trên toàn tuyến.
Tuyến Sacramento Regional Transit Gold đã được mở rộng 0,5 dặm (0,80 km) đến Ga Thung lũng Sacramento vào ngày 8 tháng 12 năm 2006.

### Dự án Cải tạo và xây dựng Bãi để toa tàu

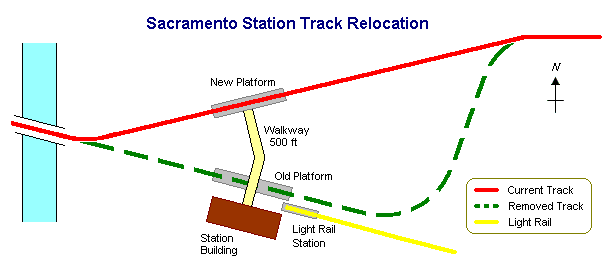
Bản đồ dự án di dời đường ray

Thành phố Sacramento, cùng với Dự án Sacramento Railyard, đang trong quá trình thực hiện một dự án cải tạo quy mô và bao gồm nhiều giai đoạn.
Giai đoạn đầu tiên, được gọi là Giai đoạn I của Nhà ga Thung lũng Sacramento, được hoàn thành vào ngày 13 tháng 8 năm 2012, với việc di dời hoàn toàn tất cả các sân ga hành khách đường sắt hạng nặng (Amtrak) khoảng 1.000 foot (300 m) xa hơn về phía bắc từ vị trí trước đây của họ. Các hoạt động đường sắt nhẹ của Tuyến Sacramento Regional Transit Gold vẫn ở vị trí ban đầu ngay phía sau depot của ga.